# Спектор, Морис
Морис Спектор (англ. Maurice Spector; 19 марта 1898, Российская империя — 1 августа 1968) — канадский политик, один из создателей и лидеров Коммунистической партии Канады, редактор печатного органа КП Канады газеты «People’s Voice» (Голос народа). Троцкист.

## Биография
Родился в еврейской семье в Российской империи, вместе с семьей в детстве эмигрировал в Канаду. Окончил Университет Куинс в Кингстоне, адвокат, практиковал трудовое право в Торонто.
Занимался политической деятельностью. Находился под влиянием работы Л. Троцкого «Большевики и мир во всем мире», которая была опубликована в «Toronto Mail and Empire» в январе 1918 года, был секретарём лидера Социал-демократической партии Канады (СДП) Исаака Бейнбриджа, который познакомил его с трудами Ленина и убедил присоединиться к СДП Канады. Спектор поддерживал связь с левыми представителями Социал-демократической партии. Позже стал одним из создателей и лидеров Коммунистической партии Канады, председатель КП Канады (1921-1928).
С начала 1920-х годов — последователь Льва Троцкого.
В 1928 году М. Спектор прибыл в Москву на Шестой конгресс Коммунистического интернационала и там прочёл программу Левой оппозиции, написанную Троцким, в которой критиковалась позиция Н. Бухарина и И.Сталина, разоблачалась антимарксистская теория «построения социализма в одной отдельно взятой стране».
По возвращении обратно в Канаду выступил за Левую оппозицию и был исключен из КП Канады. Спектор — основатель троцкистского движения в Канаде, которое было впервые создано как отделение Коммунистической лиги Америки в 1929 году.
В 1932 году основал Лигу социалистического действия — рабочую партию Канады (троцкистскую). Являлся центральным лидером канадского троцкистского движения до 1939 года.
В 1936 году переехал в Нью-Йорк. В конце 1938 года выступил с докладом на учредительном съезде Социалистической рабочей партии США, но в 1939 году вышел из партии и стал членом Социалистической партии Америки.
Канада аннулировала гражданство Спектора, и в 1941 году Федеральное бюро расследований выяснило, что Спектор находился в Соединённых Штатах незаконно и задержало его. Поскольку Канада отказалась принять Спектора, США начали процедуру депортации его в СССР. Американский союз гражданских свобод выступил в его защиту, на том основании что, жизнь троцкиста будет в опасности в СССР. Спектор в итоге восстановил своё канадское гражданство и получил разрешение остаться в Нью-Йорке.
В конце жизни работал в Американском совете по иудаизму.